# Lastreopsis wurunuran
Lastreopsis wurunuran är en träjonväxtart som först beskrevs av Karel Domin, och fick sitt nu gällande namn av Tindale. Lastreopsis wurunuran ingår i släktet Lastreopsis och familjen Dryopteridaceae. Inga underarter finns listade.